# بویز۲۴
بویز۲۴ (انگلیسی: Boys24؛ کره‌ای: 소년24) گروه پسرانه اهل کره جنوبی بود که توسط سی‌جی ئی‌ان‌ام از طریق یک برنامه رقابتی در سال ۲۰۱۶ با همین نام شکل گرفت. این گروه شامل ۲۷ عضو بود که به چهار زیرمجموعه تقسیم شده بودند. اعضای گروه در سالن کنسرت خود به‌طور منظم اجرا می‌کردند و در نهایت، گروه آی‌ان‌توآی‌تی که از هشت عضو نهایی تشکیل شده بود، در ۲۶ اکتبر ۲۰۱۷ به طور رسمی فعالیتش را آغاز کرد.
اولین زیرمجموعه تبلیغاتی (که بعدها به یونیت بلک معروف شد) از کنسرت «BOYS24 The 1st Semi-Final» انتخاب شدند و شامل پارک دوها، هوانگ این‌هو، اوه جین‌سوک، کیم سونگ‌هیون، کیم یونگ‌هیون، جونگ یون‌ته، یو یونگ‌دو و هان هیون‌اوک بود. این زیرمجموعه اولین آلبوم تک‌آهنگ خود به نام Steal Your Heart را در ۱۱ آوریل ۲۰۱۷ در برنامه ام کانت‌داون شبکه ام‌نت منتشر کرد و تک‌آهنگ آغازین آلبوم نیز با همین نام بود.
پس از برگزاری ۲۶۰ کنسرت، گروه نهایی از برنامه «The Final» انتخاب شد که شامل هشت عضو بود: یو یونگ‌دو (یو جی‌هان)، جونگ یون‌ته، هوانگ این‌هو، هان هیون‌اوک، آیزاک وو، لی این‌پیو، کیم جین‌سوب و کیم سونگ‌هیون. این گروه به‌طور رسمی در تاریخ ۲۶ اکتبر ۲۰۱۷ با نام آی‌ان‌توآی‌تی وارد عرصه موسیقی شد.